# Le Dîner sous les marronniers
Le Dîner sous les marronniers est un recueil de nouvelles publié en 1951 par André Maurois aux éditions des Deux-Rives.

## Nouvelles[2]
- La malédiction de l’or
- Le Dîner sous les marronniers
- Thanatos Palace Hotel
- Pour piano seul
- Love in exile
- Transfert
- Jeune fille dans la neige
- La campagne
- Le diable dans la mine
- Le destin
- Le retour du prisonnier
- Le testament
- Magie brune
- La ceinture verte
- La foire de Neuilly
- Pauvre Henriette
- La rentrée
- Le départ

## Adaptations
Publiée pour la première fois au sein de ce recueil, la nouvelle Thanatos Palace Hotel a été adaptée au cinéma ou à la télévision à cinq reprises :
- En 1958, sous le titre de Sursis pour un vivant, film réalisé par Ottorino Franco Bertolini et Víctor Merenda[3].
- En 1965, dans le quinzième épisode de la troisième saison de la série Suspicion créée par Alfred Hitchcock.
- En 1969, sous la forme d'un téléfilm intitulé Palace Hotel et réalisé par Tom Toelle[4].
- En 1973, sous la forme d'un téléfilm intitulé Thanatos Palace Hotel et réalisé par Pierre Cavassilas[5].
- En 1979, au sein d'un épisode de la série Cinéma 16 diffusé le 14 novembre et réalisé par James Thor[6].

## Éditions
- André Maurois, Le dîner sous les marronniers, Paris, éditions des Deux-Rives, 1951, 216 p.[7]
- André Maurois, Le dîner sous les marronniers, Paris, éditions des Deux-Rives, 1952, 219 p.[8]
- André Maurois, Œuvres complètes : Ariel, ou la Vie de Shelley - Préfaces littéraires - Le Dîner sous les marronniers - Une carrière, t.  XV, bois de Louis Jou, Paris, Fayard, 1953, 459 p.[9]